# Moyuela
Moyuela è un comune spagnolo di 326 abitanti situato nella comunità autonoma dell'Aragona.